# Holomitrium dubiosum
Holomitrium dubiosum är en bladmossart som beskrevs av Dixon in Naveau 1927. Holomitrium dubiosum ingår i släktet Holomitrium och familjen Dicranaceae. Inga underarter finns listade i Catalogue of Life.